# 东风-4远程弹道导弹
东风-4远程弹道导弹（DF-4；北约代号：CSS-3）是中华人民共和国研制的第一种两级液体燃料（红烟硝酸和偏二甲基肼）机动发射的远程弹道导弹。从20世纪80年代初期开始，有限数量的东风-4就被认为在山洞和地下发射井中部署。东风-4第一级以东风-3为基础稍加修改；第二级为全新设计。东风-4的第一级发动机地面推力为1120千牛，第二级发动机真空推力为320千牛，起飞重量为82,000千克，直径为2.25米，长度为28.05米，翼展为2.74米。东风-4可装备2,190千克核弹头，爆炸当量为330万吨，其原设计射程超过4000公里，以美军驻关岛的轰炸机基地为目标，后射程增至5500公里，以将莫斯科及其他苏联西部城市纳入射程范围，并打击印度和美国太平洋基地的目标。导弹使用捷联式全补偿惯性制导系统，具有横纵双向导引，圆概率误差约为1,500米。截至2017年，约有10-15个发射载具被部署。
东风-4的民用型火箭为长征一号，该型火箭在1970年4月24日成功地发射了中国第一颗人造卫星。

## 历史

### 研制背景
1950年，在中国与苏联签订中苏友好同盟互助条约，条约规定苏联将在军事研发、培训、技术文件、设备制造等方面给予中国军方诸多帮助，并且授予中国一部分苏联武器的生产许可证。在弹道导弹领域，苏联将R-1 （SS-1）、R-2 （SS-2）、和R-11F三型导弹提供给中国，中国基于苏联R-2 （SS-2）导弹进行仿制生产了东风-1短程弹道导弹。自此之后，中国在弹道导弹和长程火箭领域有了长足进展，基于东风-1导弹，先后研制了东风-2中程弹道导弹，通过逐渐增程，又研制了东风-3远程弹道导弹，之后又计划研制一型中远程弹道导弹。
1963年，《国防科技十年规划》中提出，地对地导弹第二阶段的发展途径是以发展多级火箭为中心，研制出洲际导弹。当时在洲际导弹方面进行探索时，设计人员认为，从中程导弹到洲际导弹的跨度太大，中间应有一个技术台阶，设想以中程导弹为基础研制一个两级试验型火箭作为过渡，用以解决洲际导弹必须遇到的多级火箭技术。这个型号稍加改进可以作为发射卫星用的运载火箭。这就是多级试验火箭(代号“SDF-4”)。1964年初，中国国防部五院一分院刘瑄、张钧等主持进行了研制中远程地地导弹的技术途径论证，提出要通过这个型号的研制，突破多级火箭技术。围绕多级火箭的各项基础预研也随之展开。当时提出应重点解决两级导弹的连接和分离，分离过渡段的姿态控制与发动机的高空点火等技术。1964年秋，中央专委、总参谋部明确提出，要尽快研制出一个远程战略导弹，以适应国际形势突变的需要。这样，该项计划就由研制多级试验火箭演变成研制一种新型的中远程战略导弹。
国防部五院一分院对研制这种导弹应采取的技术途径作出研究。1964年底，提出了两种方案：第一方案是先研制一个以中程导弹为基础，稍加修改作为第一级，再用中程导弹单管发动机作动力装置设计新的第二级，组成一个两级导弹；第二方案是直接发展远程和洲际导弹，即设计一种大直径的两级导弹，装上不同重量的弹头，兼顾远程和洲际两种射程。当年12月初，一分院副院长屠守锷在向五院汇报时指出，该分院倾向于第一方案，认为这一方案关键技术不多，可以充分利用中程导弹的成果和工艺装备，能够加快研制进度，实现尽早研制成功远程导弹和实现发射人造卫星的目标。
1965年2月3至4日，中央专委第十次会议确定，由国防部五院（已组建成为第七机械工业部）对中远程导弹组织论证，并提交报告。为此，一分院（已改称七机部第一研究院）发动群众对地地导弹发展途径开展大讨论。这次大讨论从2月18日开始，到3月7日结束，历时18天。周恩来委派国防工办副主任赵尔陆参加讨论会。讨论会听取了各方面意见，提出了未来若干年的发展规划，并就一些导弹型号的技术途径进行了论证。当时，各方面都认为应当研制一个中远程的试验火箭，但是否单独作为一个型号，尚有争议。在对这个火箭的技术途径上，提出了控制系统采用位置捷联制导方案，惯性仪表采用气浮技术，计算装置用数字式方案，姿态系统用速率陀螺、燃气舵，采用自动化测试方案等。
1965年3月，中国正式决定研制东风-4远程弹道导弹。
1965年3月8-9日，七机部一院党委常委会确定，中远程导弹作为一个独立型号列入研制规划。理由是：第一，在技术上可以为洲际导弹突破两级火箭的技术；第二，在军事使用上可以覆盖中程导弹和洲际导弹之间的区域，它还可以稍加改进用于发射人造卫星；第三，在时间上可以比洲际导弹快两年。
1965年3月11日，一院党委上报了《地地导弹发展规划》（即“八年四弹”规划），其中规定东风-4中远程导弹采用两级布局，用东风三号中程导弹作为第一级，二级用单管发动机加高空喷管。技术关键是：两级火箭的级间分离，第二级火箭发动机的高空点火，提高陀螺仪和陀螺加速度表的精度，同时提出了东风-4导弹的射程、精度等战术技术指标。“八年四弹”规划对1965-1972年间战略导弹的发展进行了系统的研究和规划，从两弹结合到中远程导弹和洲际导弹，作出明确规定。该规划考虑了国防建设需要；中国航天技术的长远发展；技术可行性与经济承受能力。
1965年3月20日，周恩来总理主持召开中央专委第十一次会议，七机部提交的《地地导弹发展规划》和进度安排获批准。

### 建造沿革
1965年3月20日，中央专委第十一次会议原则批准了这个规划，要求中远程导弹于1969年开始飞行试验，1971年定型。1965年5月，中央专委批准了中远程地地导弹的研制任务。七机部确定由任新民主持这项研制工作，从此，东风-4作为一个独立的导弹型号正式开始研制。
1966年“文化大革命”开始后，东风四号导弹的火箭发动机试车工作受到较大影响，最后由周恩来出面指示平息了研制队伍中的两派斗争。
1968年，东风四号导弹开始转入发射场合练，3个多月的时间中发现并解决了一些问题。珍宝岛冲突后，研制需求十分急迫。1969年9月3日，东风四号01、02遥测弹以最低合格标准出厂，运抵东风基地进行研制性试验。之后01遥测弹故障不断，两次进入发射阵地，又两次回到技术阵地调试，第二次在发射阵地期间还在发射塔发生一、二级火工品爆炸事故，并更换了二级发动机。最终决定不使用01遥测弹参与首次飞行试验。
1969年11月16日17时45分，使用东风四号02遥测弹进行了首次飞行试验，试验失败。事后查明原因是指令系统发生了故障，计算装置未能发出一级关机指令信号，导致第一级发动机未关机，第二级发动机未点火，两级未分离，燃料箱无法承受载荷，发生爆炸。
1970年1月30日，使用东风四号01遥测弹进行了第二次飞行试验，试射成功。
1970年4月24日，以东风四号为基础研制的长征一号运载火箭发射东方红一号卫星，取得圆满成功。
1977年11月22日首次成功发射。
1980年，东风四号导弹定型。

### 服役历程
1980年，东风-4弹道导弹开始部署。
1986年，东风-4弹道导弹进行了多弹头分导式重返大气层的第一次试验，约有30枚东风-4型导弹正在服役。